# Bruce MacBryde
Bruce MacBryde ( 1941 - ) es un botánico canadiense, que se ha desarrollado en diferentes instituciones de EE. UU. Con el "Departamento de Ciencias Biológicas" de la Pontificia Universidad Católica del Ecuador (PUCE) en Quito, funda en 1971 su Herbario, donando la colección inicial de 1000 muestras de especímenes botánicos. En la actualidad se desempeña en la "Oficina de la Autoridad Científica del "US Fish and Wildlife Service", en Washington D. C..

## Algunas publicaciones
- christine Schonewald-Cox, steven Chamber, bruce MacBryde, larry Thomas. 1983. "Conclusions: Guidelines to Management: A Beginning Attempt." En Genetics and Conservation: a Reference for Managing Wild Animal and Plant Populations. Londres: The Benjamin/Cummings Publishing Company, Inc., pp. 415-16, 443-44

### Libros
- roy l. Taylor, bruce MacBryde. 1977. Vascular plants of British Columbia : a descriptive resource inventory. Ed. Vancouver : University of British Columbia Press, Technical bulletin, Botanical Garden, University of British Columbia ; N.º 4. xxiv + 754 pp. ISBN 0-7748-0054-2
- christine Schonewald-Cox, steven Chamber, bruce MacBryde, larry Thomas. 2003. Genetics and Conservation: A Reference Manual for Managing Wild Animal and Plant Populations (Biological Conservation). Ed. Blackburn Press. 756 pp. ISBN 1-930665-86-5

- La abreviatura «MacBryde» se emplea para indicar a Bruce MacBryde como autoridad en la descripción y clasificación científica de los vegetales.[2]